# RCH-155
Le RCH 155 [Remotely Controlled Howitzer], est une tourelle AGM [Artillery Gun Module] adaptable sur différents véhicules à roues ou a chenilles, construite par KNDS Deutschland, inhabitée et autonome. Le canon de 155 mm fabriqué par Rheinmetall est d'une longueur de 52 calibres, sa portée va de 40 à 54 km, selon le type d’obus, à raison de 9 tirs par minute grâce au chargement automatisé. Le RCH-155 a la capacité de faire feu en mouvement, ce qui réduit la vulnérabilité du véhicule aux tirs de contre-batterie. Sa masse est de 12,5 tonnes.
Pour son auto-défense il est possible de monter un mitrailleuse télé-opérée MG3 ou MG4 sur le coté du toit avec une articulation permettant de l'incliner pour limiter la hauteur lors du transport. La visée peut être thermique et/ou TV en fonction de l'équipement choisi par le client. Elle peut servir aussi pour le canon principal et effectuer des tirs tendus à l'initiative du commandant installé dans la cabine du Boxer.

## Sur PzH-2000
Le premier montage de la tourelle AGM a été proposé sur un châssis à chenilles du même constructeur Krauss-Maffei, le PzH-2000. Il est en service en 2020 dans la Bundeswehr (121 exemplaires en ligne sur 185 perçus au total) et dans les armées croate (12 exemplaires d'occasion allemande et 3 pour pièces détachées), grecque (24 exemplaires), italienne (70 exemplaires), néerlandaise (64 exemplaires), qatarienne (24 exemplaires), hongroise (24 exemplaires), lituanienne (21 exemplaires d'occasion allemande) et ukrainienne (39 exemplaires ; 25 allemands, 8 hollandais et 6 italiens).

## Sur Piranha V (AGM 155)

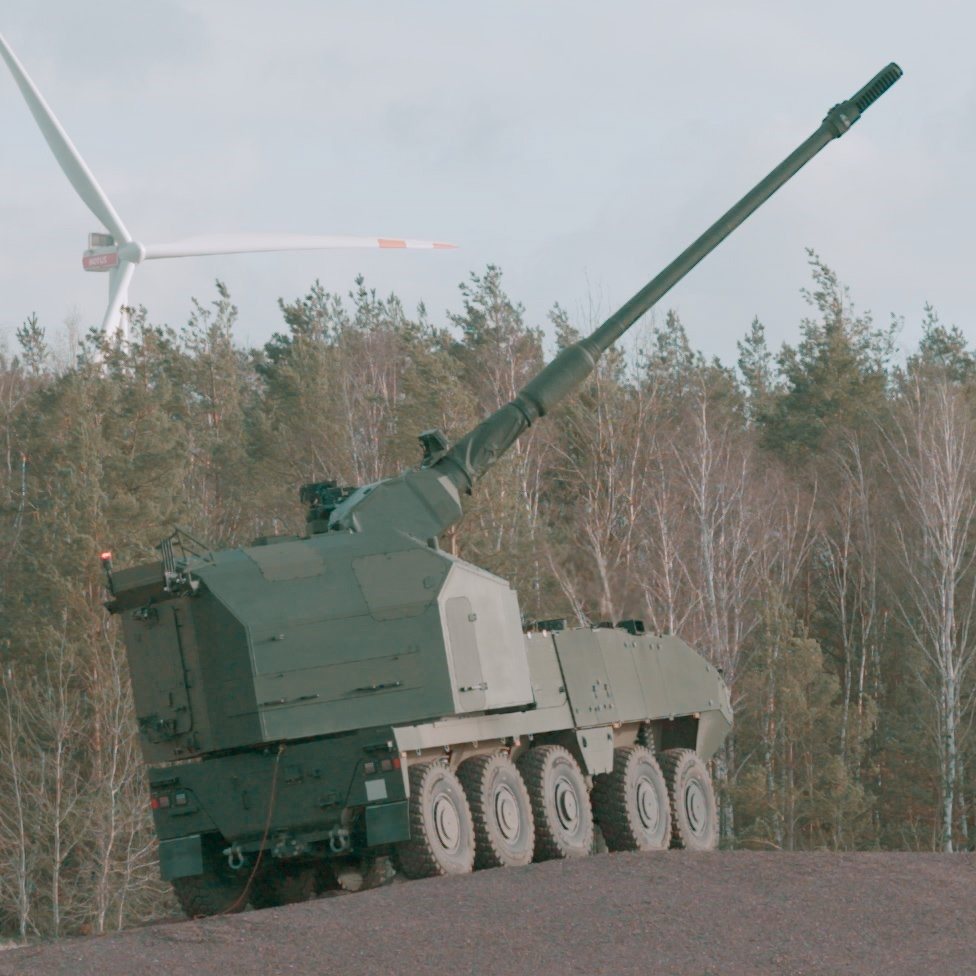
Sur véhicule Piranha 10x10

Le RCH 155 est testé en avril 2024 par l'armée suisse sur le Piranha Heavy Mission Carrier [HMC]. Cette version 10x10 à châssis renforcé permet de supporter le module d'artillerie, lourd de 12,5 tonnes. Il doit résister au tir du canon en marche, à une vitesse de 30 km/h. Selon les données publiques, pesant 40 tonnes avec la tourelle, le châssis a été  allégé de cinq tonnes par rapport à la configuration d'origine. Lors de son message du 5 novembre 2024, Armasuisse annonce que le RCH 155 remporte le marché face à son concurrent, le canon Archer.

## Sur Boxer (RCH-155 Boxer)
À la demande de la Grande-Bretagne (avril 2024), il sera monté sur le véhicule blindé de combat d’infanterie Boxer, dont la British Army possède 623 exemplaires, dans le cadre de son programme MFP [Mobile Fires Platform].
L'Allemagne en fournira dix-huit exemplaires à l'Ukraine à partir de 2025.
L'ukraine en a commandé 54 exemplaires en 2025 

## Utilisateurs
- Ukraine : en décembre 2022, l’Allemagne fit savoir qu’elle livrerait à l’Ukraine 18 exemplaires sur base Boxer en plus des vingt-cinq tourelles sur PzH2000 prélevées dans l’inventaire de la Bundeswehr. Une commande de 36 unités supplémentaires fut notifiée à KNDS Deutschland dans les mois suivants. En janvier 2025, soit deux ans après l’annonce de Berlin, le premier des six RCH-155 qui doivent être livrés en 2025 a officiellement été remis à Boris Pistorius, le ministre allemand de la Défense, qui l’a transmis « directement » à Oleksii Makeiev, l’ambassadeur d’Ukraine en Allemagne[6],[4].

### Utilisateurs futurs
- Allemagne : la Bundeswehr a fait part de son intention d’en commander 80 exemplaires en 2025, avec l’ambition d’en acquérir jusqu’à 160.

- Royaume-Uni : sera monté sur véhicules Boxer.

- Suisse : il a été retenu dans le cadre du projet  « Artillerie Wirkplattform und Wirkmittel 2026 » sur une base Piranha IV.